# Юлий Фирмик Матерн
Юлий Фирмик Матерн (лат. Julius Firmicus Maternus; IV в.) — латинский писатель и астролог.
Сочинение его «Matheseos libri VIII», начатое при жизни Константина Великого, законченное в 354 году, является наиболее подробным учебником астрологической науки древних. Из 8 книг сочинения, написанных под влиянием неоплатонизма, наиболее общие данные содержатся во 2-й книге; 1-я представляет примеры из римской истории, остальные носят специальный характер. Источники Фирмика Матерна столь же удивительны, как и самый трактат; например, автор ссылается на сочинения Авраама и Эскулапа. Об излагаемой им науке Фирмик Матерн самого высокого мнения. По его словам, астрология возвышает и очищает душу; кто отдается её изучению, тот должен чувствовать себя чистым и святым. Весьма любопытно также стремление автора защитить астрологию от преследования высшей власти, заявлением, что император один не подвержен влиянию звезд. Последнее полное издание трактата относится к 1551 году.
С именем Фирмика Матерна также связано написанное позже по времени христианское сочинение «De errore profanarum religionum», обращённое к сыновьям Константина Великого, в котором автор побуждает их к ниспровержению язычества. Сочинение пропитано духом христианского фанатизма. Способ изложения тот же, что и у других христианских апологетов, от которых Фирмик Матерн отличается только более частыми ссылками на Библию; одним из главных источников для Фирмика служит Киприан. Из-за резкого контраста в содержании книг некоторое время считали, что автор христианского сочинения был родным или двоюродными братом астролога, но последующие исследования позволяют полагать тождественность авторов.

## Память
В 1935 г. Международный астрономический союз присвоил имя Фирмика кратеру на видимой стороне Луны.